# Junist sportpalats
Junist sportpalats (ukrainska Палац спорту Юність) är en inomhusarena i Zaporizjzja, Ukraina, med plats för 3 200 åskådare vid sportevenemang och 5 000 åskådare vid konserter. Arenan invigdes ursprungligen 1967 och återinvigdes 24 augusti 2018 efter en omfattande ombyggnad. Arenan är hemmaarena för HK Motor Zaporizjzja.